# Hermann Grosse
Hermann Grosse, nemški general in vojaški zdravnik, * 27. oktober 1886, Hannover, † 18. november 1966, Bad Reichenhall.

## Življenjepis
Med letoma 1932 in 1935 je bil član Vojaške medicinske inšpekcije, divizijski zdravnik 7. divizije (1935–38) in nato korpusni zdravnik 18. armadnega korpusa (1938–39), 17. armadnega korpusa (1939–40) in 49. gorskega korpusa (1940–41). 
Nato je bil armadni zdravnik 1. (1941) in 11. armade (1941–42); slabe 4 mesece pa je bil tudi zdravnik Armadne skupine B (1942).
Od decembra 1942 do konca vojne pa je bil nato v zaledju 7. armadnega korpusa.